# Rajd San Martino di Castrozza 1976
Rajd San Martino di Castrozza 1976 (13. Rally San Martino di Castrozza) – 13 edycja rajdu samochodowego Rajd San Martino di Castrozza rozgrywanego we Włoszech. Rozgrywany był od 2 do 4 września 1976 roku. Była to dwudziesta dziewiąta runda Rajdowych Mistrzostw Europy w roku 1976 (rajd miał najwyższy współczynnik - 4).

## Klasyfikacja rajdu
| Miejsce                      | Kierowca                     | Pilot                        | Samochód                     | Czas                         | Strata                       |                              |
| Klasyfikacja generalna i ERC | Klasyfikacja generalna i ERC | Klasyfikacja generalna i ERC | Klasyfikacja generalna i ERC | Klasyfikacja generalna i ERC | Klasyfikacja generalna i ERC | Klasyfikacja generalna i ERC |
| ---------------------------- | ---------------------------- | ---------------------------- | ---------------------------- | ---------------------------- | ---------------------------- | ---------------------------- |
| 1.                           | Bernard Darniche             | Alain Mahé                   | Lancia Stratos HF            | 2:39:51                      | 0.0                          |                              |
| 2.                           | Fulvio Bacchelli             | Francesco Rossetti           | Fiat 131 Abarth              | 2:41:08                      | +1:17                        |                              |
| 3.                           | Antonio Fassina              | Mauro Mannini                | Lancia Stratos HF            | 2:41:28                      | +1:37                        |                              |
| 4.                           | Maurizio Verini              | Ninni Russo                  | Fiat 131 Abarth              | 2:42:15                      | +2:24                        |                              |
| 5.                           | Walter Röhrl                 | Willi-Peter Pitz             | Opel Kadett GT/E 16V         | 2:43:06                      | +3:15                        |                              |
| 6.                           | Carlo Bianchi                | Marco Mannini                | Lancia Stratos HF            | 2:47:44                      | +7:53                        |                              |
| 7.                           | Horst Rack                   | Helmut Köhler                | Porsche 911 Carrera RS       | 2:48:07                      | +8:16                        |                              |
| 8.                           | Franz Wittmann sen.          | Traude Schatzl               | Opel Kadett GT/E 16V         | 2:52:00                      | +12:09                       |                              |
| 9.                           | Roberto Liviero              | Roberto Cernigai             | Porsche 911 Carrera RS       | 2:52:24                      | +12:33                       |                              |
| 10.                          | Carlo Mancini                | Giovannini                   | Porsche 911 Carrera          | 2:55:29                      | +15:38                       |                              |